# Groot Davelaar
Groot Davelaar – osada (buurt)  w dzielnicy Zeelandia miasta Willemstad, w dystrykcie Willemstad, w kraju autonomicznym Curaçao, należącym do Holandii, w Ameryce Południowej. 20 października 2023 r. liczyła 123 mieszkańców.  